# Jüdische Sozialistische Arbeiterpartei

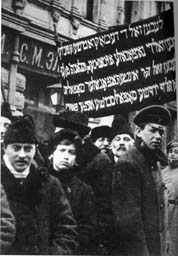
Mitglieder der Jüdischen Sozialistischen Arbeiterpartei 1917

Die Jüdische Sozialistische Arbeiterpartei (russisch Еврейская социалистическая рабочая партия) war eine Partei in Russland von 1906 bis 1917. Sie trat für die Verbesserung der Lebensbedingungen der Juden, für eine jüdische Selbstverwaltung in Russland, sowie für eine sozialistische Gesellschaft ein.

## Geschichte
Im April 1906 wurde die Partei von Intellektuellen der Bewegung „Wosroschdenije“ und Mitgliedern der Zionistischen Sozialistischen Arbeiterpartei gebildet. Wichtige Führer waren Chaim Schitlowsky, Mark Ratner und Moische Zilberfarb. 1906 hatte die Partei ungefähr 15.000 Mitglieder.
Mitglieder der Partei nahmen Teil an Kämpfen und Streiks der Jahre 1906 und 1907, u. a. in Jekaterinoslaw und Rostow.
1907 schloss sie sich der Partei der Sozialrevolutionäre Russlands an und wurde so Mitglied der Zweiten Internationale. Auf dem Kongress 1907 in Stuttgart hatte sie ein beratendes Mandat.
Im August 1917 schloss sie sich mit der Zionistischen Sozialistischen Arbeiterpartei zur Vereinigten Jüdischen Sozialistischen Arbeiterpartei zusammen.